# Compass Point Studios

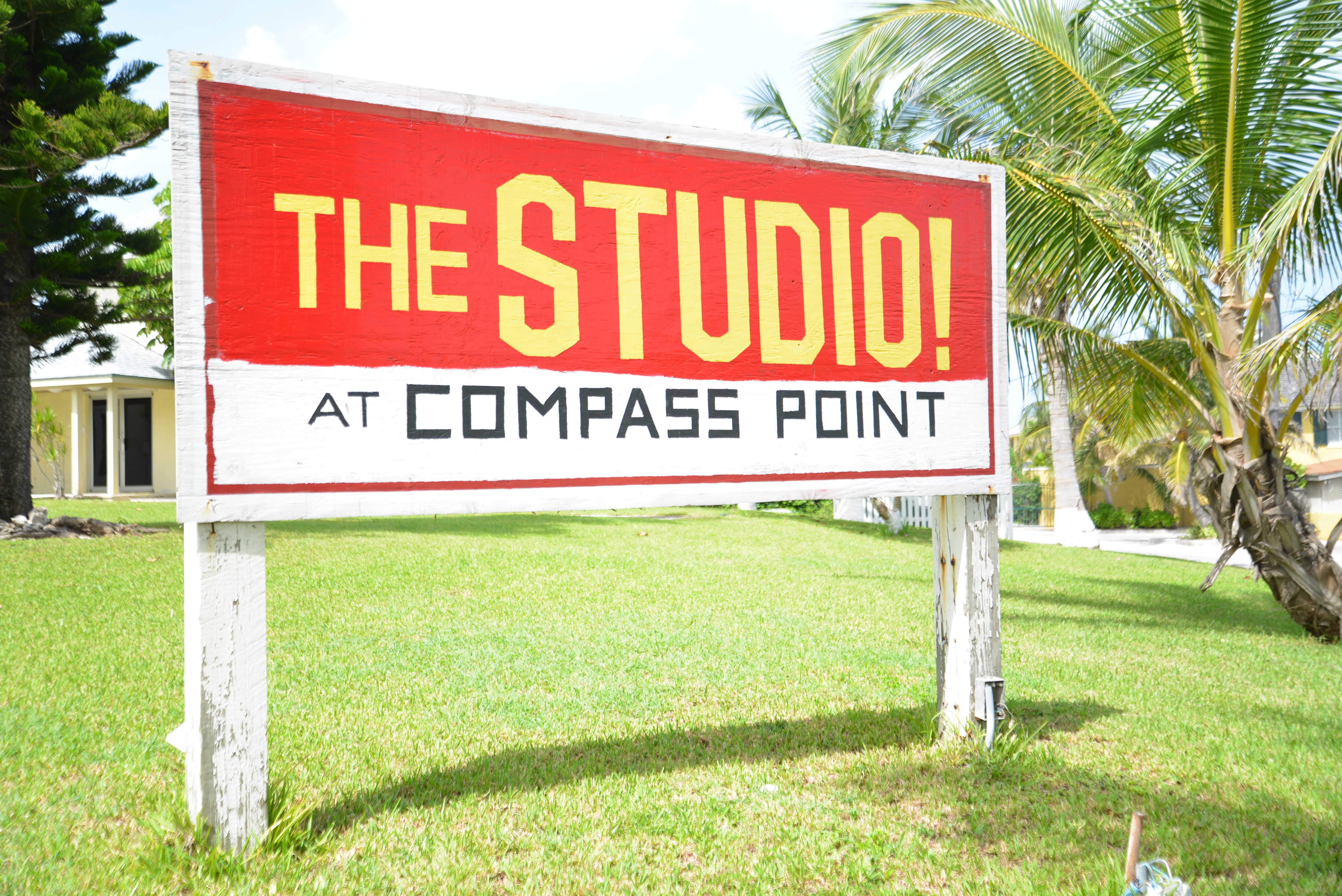
Указатель Compass Point Studios

Compass Point Studios – студия звукозаписи, основанная в 1977 году Крисом Блэквеллом, владельцем Island Records. Студия создавалась в качестве звукозаписывающего центра, где могли работать и проживать артисты, продюсеры и звукорежиссёры, различных стилей и направлений. Сессионная группа музыкантов, базирующаяся в студии, а также часто посещающие её артисты, впоследствии стали известны как Compass Point All Stars.
Расположенная на Багамах (остров Нью-Провиденс, в десяти милях к западу от Нассау), студия привлекала музыкальных исполнителей со всего мира в 1970-х и 1980-х годах. Альбом AC/DC Back in Black, второй самый кассовый альбом в истории звукозаписи, был одним из скопища альбомов, записанных в стенах этой студии.

## История
Студия Compass Point Studios была создана в 1977 году в Нассау, по заказу Криса Блэквелла, владельца лейбла Island Records. В 1980 году Блэквелл собрал сессионную группу с ямайскими регги-музыкантами для дуэта Sly and Robbie, который заключил контракт с Island Records в 1970-х годах. В состав группы входили Слай Данбар (ударные), Робби Шекспир (бас), Майки Чанг (гитара), Юзая «Стикки» Томпсон (перкуссия) и британский гитарист Барри Рейнольдс, ранее работавший с Марианной Фейтфулл, еще одной артисткой Island Records, а также клавишник Уолли Бадару (позже присоединился к Level 42), которого впоследствии заменил Тайрон Дауни (ранее игравший в The Wailers). Под руководством Блэквелла и при поддержке сопродюсера, звукорежиссёра и микшера Алекса Садкина музыканты сформировали сессионную группу Compass Point Sound, принявшую участие в записи таких альбомов, как Warm Leatherette, Nightclubbing и Living My Life Грейс Джонс и Sheffield Steel Джо Кокера. Эта аккомпанирующая группа впоследствии стала известна как Compass Point All Stars (CPAS). По словам Блэквелла, он «хотел создать новый ансамбль с прогрессивным звучанием, эдакую ямайскую ритм-секцию с выраженным средним диапазоном и классным клавишником. И, к счастью, я получил то, что хотел».
Одним из постоянных клиентов студии, раннего периода, был Роберт Палмер, который вместе с Джимми Клиффом исполнил бэк-вокал в песне Джо Кокера «Sweet Little Woman». Sly and Robbie привлекали некоторых музыкантов CPAS для проектов Black Uhuru и Гвен Гатри, в конечном счёте добавив к ядру группы Дэррила Томпсона, Спейсмена Паттерсона и Монте Брауна (гитара). Альбом Language Barrier дуэта Sly and Robbie возник из попытки записать пластинку CPAS. Позднее постоянными постояльцами студии стали Крис Франц (ударные) и Тина Уэймут (бас-гитара) из Talking Heads, которые основали там Tom Tom Club вместе с продюсером Стивеном Стэнли. Проект занимавшийся инжинирингом и микшированием. Один из штатных сотрудников студии, звукорежиссёр Энди Лайден, первоначально прибыл туда для работы над сольным проектом Уолли Бадару. Основные музыканты CPAS жили в кондоминиуме под названием «Tip-Top», на вершине холма позади студии. Джеймс Браун планировал поработать с CPAS, но стороны не смогли согласовать издателя.
Студия превратилась в музыкальное сообщество, и в течение 1980-х годов ярлык Compass Point All Stars был присвоен многим творческим проектам, записанным в студии или просто связанным с ней, включая произведения Билла Ласвелла, ремиксы Ларри Левана и Франсуа Кеворкяна, а также резидентам и нерезидентам различных жанров, таким как The B-52s. Это сообщество музыкантов представлено в сборнике Funky Nassau/The Compass Point Story/1980–1986, выпущенном лейблом Strut Records, в частности треками Чэза Янкеля, Кристины, Уилла Пауэрса и Гая Куэваса, а также подробными интервью Дэвида Каца.
В 1987 году, по случаю 25-летия Island Records, состоялось первое живое выступление CPAS (в состав входили некоторые ранние члены ансамбля, но без Майки Чанга и Стики Томпсона) Группа аккомпанировала Эрику Клэптону в песне «I Shot the Sheriff» в лондонской Pinewood Studios. Видеозапись концерта была выпущена под названием Island 25: Alright Now.

## Артисты
Среди артистов, записывавшихся в Compass Point Studios, фигурировали AC/DC, The Tragically Hip, Грейс Джонс, Брайан Ино, Talking Heads, Madness, Iron Maiden, The B-52s, Дэвид Боуи, Emerson, Lake & Palmer и Dire Straits.

## Закрытие
В конце 1980-х Блэквелл занялся другими бизнес-проектами и стал уделять меньше времени студии. После того, как в 1987 году продюсер и менеджер Алекс Садкин погиб в автокатастрофе, в начале 1990-х интерес к студии пошел на спад.
В 1992 году Блэквелл нанял Терри и Шерри Мэннинг, владельцев и операторов частной студии занимающейся звукозаписью и видеопроизводством, для управления Compass Point Studios. После прибытия в Compass Point Studios, в конце 1992 года, Мэннинги начали полную реконструкцию двух больших студий, установив в них современное записывающее оборудование. Впоследствии студии использовались такими артистами, как Хулио Иглесиас, Дайана Росс, Селин Дион, Sade, Мэрайя Кэри и Бьорк.
В сентябре 2010 года студия на Багамах закрылась. Согласно информации с веб-странице студии, «Compass Point Studios прекратила свою деятельность в конце сентября 2010 года из-за ряда инцидентов социально-политического характера, которые сделали невозможным продолжение бизнеса на Багамах».
Начиная с 2000-х годов члены CPAS удаленно сотрудничали над полудюжиной проектов, в том числе — альбомами Warrior Майкла Роуза (экс-Black Uhuru) и Hurricane Грейс Джонс.